# Le Landeron
Le Landeron je obec v kantonu Neuchâtel na západě Švýcarska. Má přibližně 4 600 obyvatel. 

## Geografie
Historické městečko Le Landeron leží na jižním úpatí Jury, na břehu Zihlského kanálu a Bielského jezera. Staré město bylo postaveno v kdysi bažinaté Seeland mezi rameny tehdy víceramenného meandrujícího Zihlu na písčitém ostrově, kulatém písčitém dně (sur des Landes rondes), jak napsal Johann Jacob Leu v části lidové etymologie v nejstarší švýcarské encyklopedii. Název se vrací ke galorománskému *landa „plochá pustina“ (viz francouzské lande), doplněnému o příponu -erōne. Zatímco město leží v rovině řeky Zihl, nové čtvrti se rozšiřují na sever nad železniční tratí Biel–Neuchâtel.
Rozloha obce je 1031 hektarů; 44 % z ní pokrývají lesy, 41 % je využíváno zemědělsky a 13 % je zastavěno.

## Historie

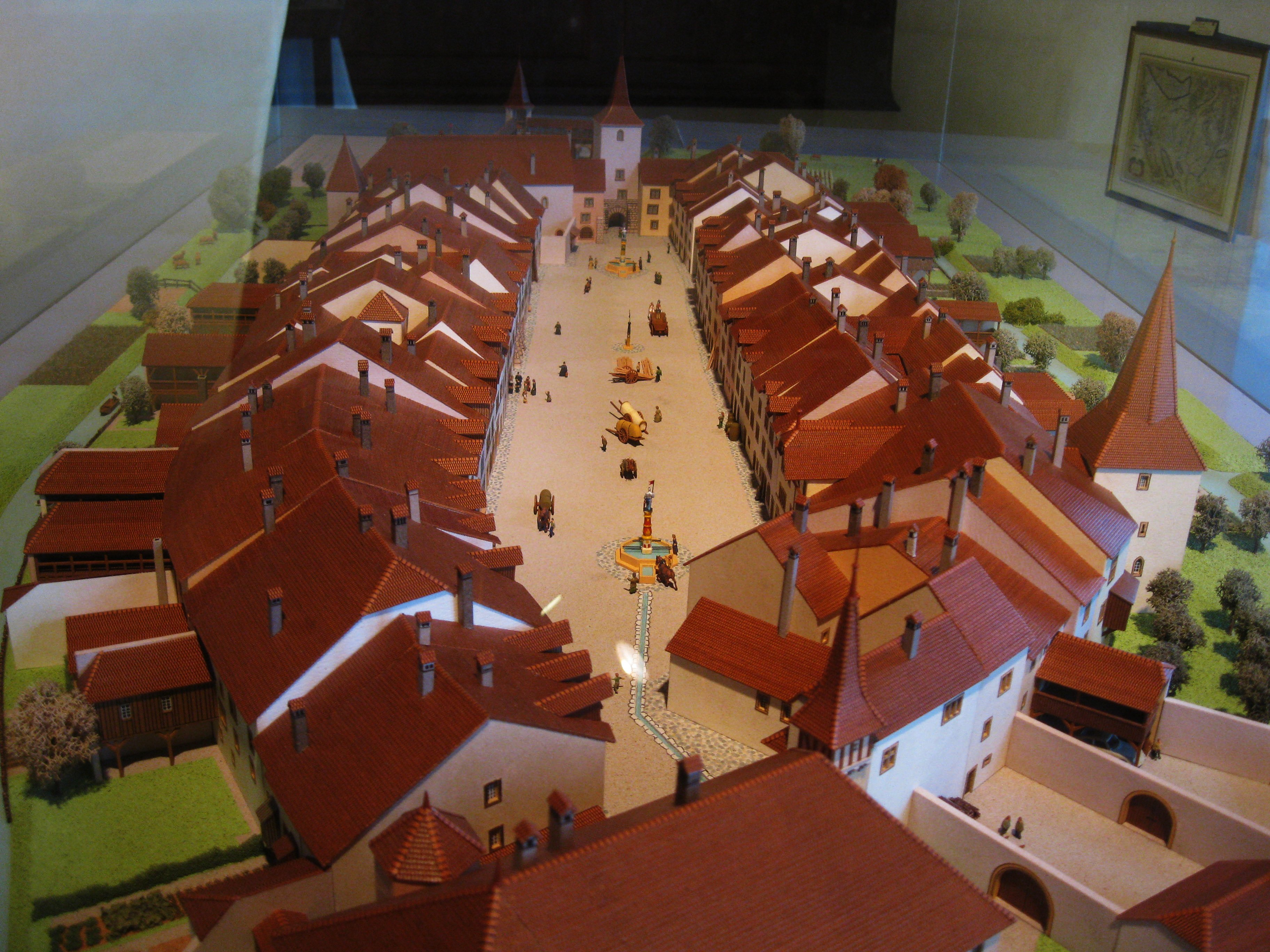
Model starého města Landeronu (cca 1680)

V lokalitě Les Prises byl nalezen silně zvětralý mušlový kámen s asi 90 miskami. Z doby původního osídlení pocházejí jednotlivé nálezy. Mezi Landeronem a Neuchâtelem byly nalezeny římské mince. Zkameněliny nalezené v údolí Nugerol jsou uloženy v muzeích v Bielu a Basileji.
Již v raném středověku stála na kopci na úpatí Jury pevnost zvaná Nugerol. Postavila ji hrabata z Neuchâtelu proti basilejskému biskupství. V roce 1260 získal Nugerol statut města a stal se tak tržním městem. V témže roce však bylo městečko srovnáno se zemí v ozbrojeném konfliktu mezi hrabaty a basilejským knížetem-biskupem. V důsledku toho nechal kníže-biskup v roce 1283 postavit hrad Schlossberg a v roce 1312 tržní město Neuenstadt (dnes sousední obec La Neuveville).
V roce 1325 prodalo opatství svatého Jana (St. Johannsen) pastviny Landeren hraběti z Neuchâtelu na výstavbu nové opevněné vesnice. Morénový pás byl odvodněn příkopy. Místo bylo vybráno tak, aby leželo na břehu řeky Zihl a bylo tak na hlavních dopravních tepnách té doby. V roce 1349 byl Le Landeron za své zásluhy povýšen na baronství a získal městská práva.

Le Landeron (1962)

V roce 1449 uzavřeli nyní zámožní obyvatelé Le Landeronu „věčnou smlouvu“ s městem Solothurn; to již dlouho předtím mělo zálusk na území tzv. Seelandu, o které bojovalo basilejské biskupství, hrabata z Neuchâtelu a městský stát Bern. Tento vzájemný „Burgrecht“ byl až do roku 1783 několikrát potvrzen. V 16. století mocenský boj vyvrcholil, když chtěl Neuchâtel (pod vedením Farela) reformovat Le Landeron, díky podpoře Solothurnu zůstalo městečko spolu se sousedním Cressierem katolické. V roce 1707 se Solothurnští museli z oblasti definitivně stáhnout, když Neuchâtel obsadili Prusové.
Zatímco katolické kantony přešly v rámci gregoriánské kalendářní reformy v roce 1584 na gregoriánský kalendář, a tedy z 12. ledna hned na 22. leden, protestantské kantony odmítaly přijmout „papežský“ kalendář až do 18. století. V Le Landeronu a Cressieru to vedlo k tomu, že tyto dvě obce žily více než sto let o deset dní dříve než zbytek hrabství Neuchâtel, měly vlastní neděli i vlastní Vánoce.
Le Landeron založil svou prosperitu na zemědělství a řemeslech. Město bylo nezávislé díky různým listinám a jeho obyvatelé byli sebevědomí. K tomu přispívaly tři cechy, z nichž některé existují dosud.
V 19. století šel Le Landeron s dobou a spoléhal na svobodu obchodu a hodnoty Francouzské revoluce. Po vzniku republiky a kantonu Neuchâtel v roce 1848 se k němu připojil a vybudoval silniční a železniční spojení a továrny pro rostoucí hodinářský průmysl.

## Obyvatelstvo
| Rok            | 1750 | 1850 | 1900 | 1950 | 2000 | 2010 |
| Počet obyvatel | 591  | 1012 | 1423 | 1724 | 4227 | 4441 |

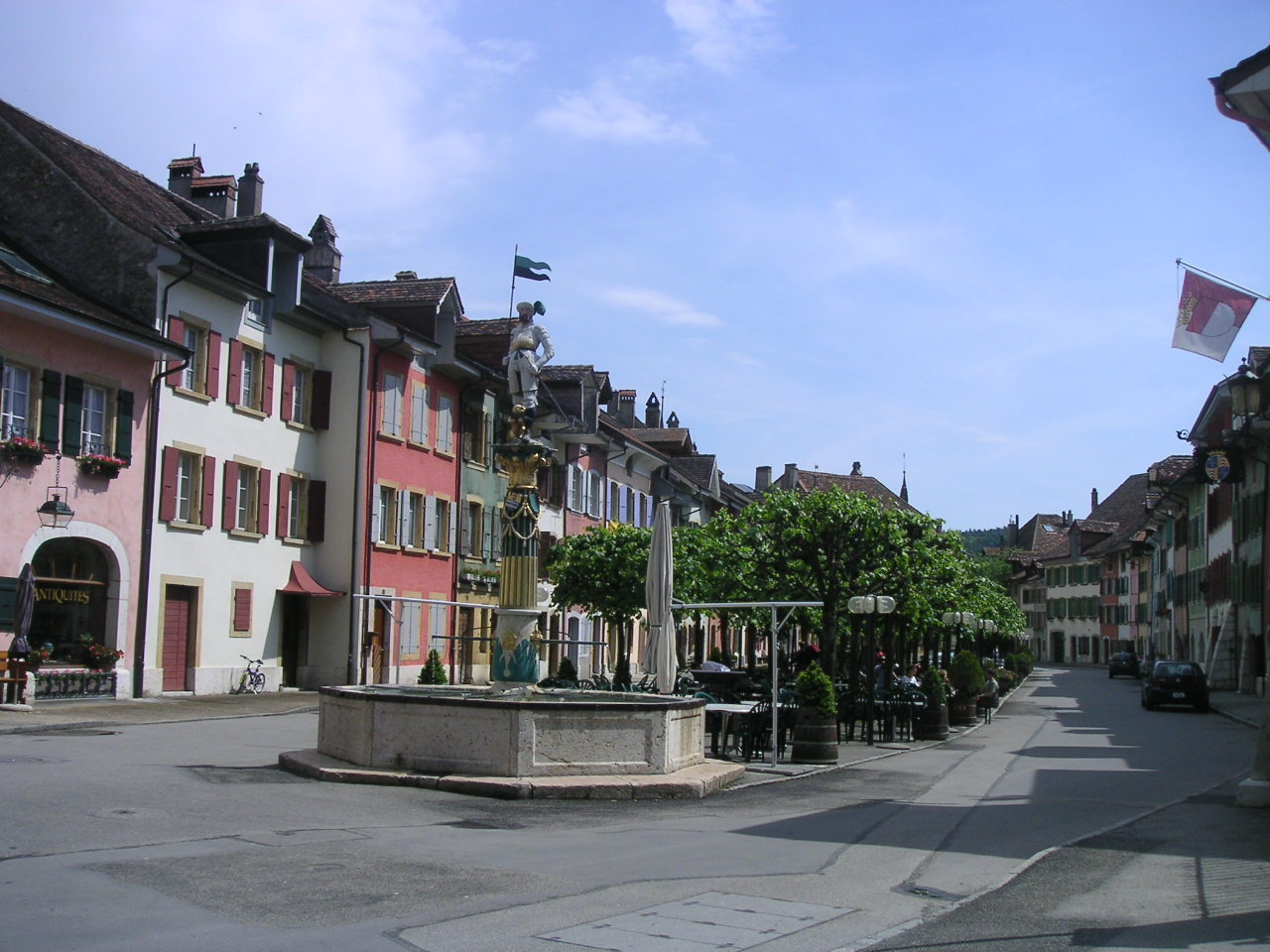
Staré město v současnosti

K 31. prosinci 2021 v obci žilo 4673 obyvatel. Z celkového počtu obyvatel je převážná většina francouzsky mluvících. Úředním jazykem je francouzština. Le Landeron leží přímo na jazykové hranici tvořené řekou Zihl.

## Hospodářství

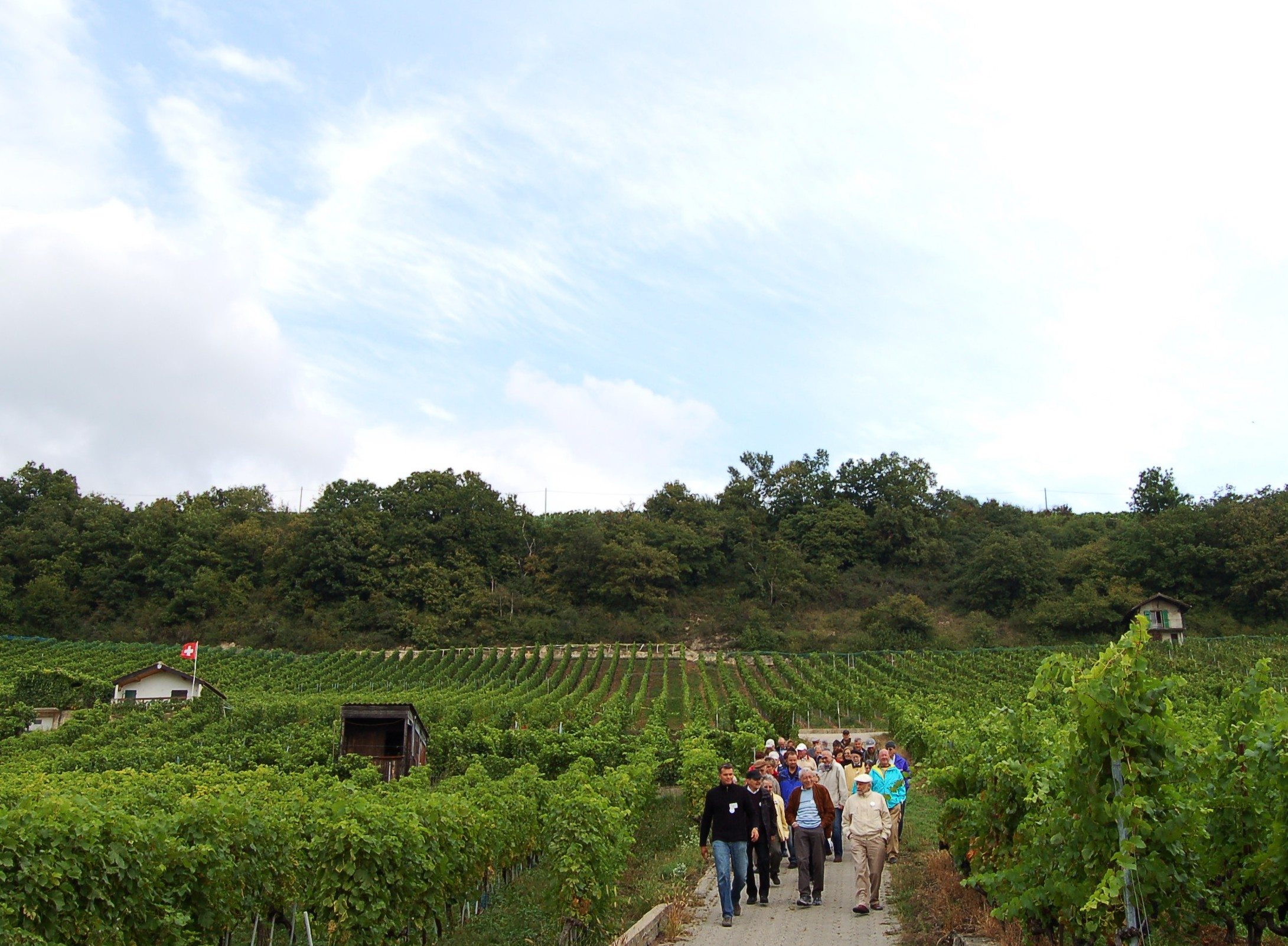
Vinice v okolí

Le Landeron je vinařská obec s bohatou tradicí. Vinice se rozkládají na svazích směrem k jezeru Biel a k vesničce Combes. Nejznámější vinice provozují po staletí rodiny Frochaux a Ruedin a občanská nemocnice Solothurn (vigne de l'Hôptal de Soleure). Původně byl důležitým zdrojem příjmů také rybolov, dnes pěstování zeleniny. Pro městečko je velmi důležitý také cestovní ruch.

## Doprava
Le Landeron je dobře napojen na dopravní síť. Autem se sem lze dostat po dálnici A5 a vlakem po regionálních tratích SBB na úpatí Jury z Neuchâtelu nebo Bielu. Obsluhují ji také lodní linky na Bielském jezeře a poštovní autobusová linka do Galsu a Erlachu.